# رنج و سرمستی (فیلم)
رنج و سرمستی فیلمی به کارگردانی جهانگیر الماسی و تهیه‌کنندگی محمد نشاط محصول سال ۱۳۹۲ است. این فیلم در سی و دومین جشنواره فیلم فجر شرکت کرد.

## خلاصه فیلم
فیلم درباره خانمی است که در جنگ ایران و عراق اسیر شده و به عراق رفته و پس از سال‌ها به ایران بازمی‌گردد و با ماجراهای گوناگون روبرو می‌شود.

## بازیگران
- ماه‌چهره خلیلی
- احمد کاوری
- شهرام پوراسد
- مهدی صبایی
- هرمز سیرتی
- حسین خانی‌بیک